# Берчинал (Айова)
Берчинал (англ. Burchinal) — переписна місцевість (CDP) в США, в окрузі Серро-Гордо штату Айова. Населення — 33 особи (2020).

## Географія
Берчинал розташований за координатами 43°3′53″ пн. ш. 93°16′43″ зх. д. / 43.06472° пн. ш. 93.27861° зх. д. (43.064797, -93.278516).  За даними Бюро перепису населення США в 2010 році переписна місцевість мала площу 0,20 км², уся площа — суходіл.

## Демографія
Згідно з переписом 2010 року, у переписній місцевості мешкало 40 осіб у 19 домогосподарствах у складі 15 родин. Густота населення становила 200 осіб/км².  Було 23 помешкання (115/км²).
Расовий склад населення:
| - 97,5 % — білих - 2,5 % — чорних або афроамериканців |

До двох чи більше рас належало 0,0 %. Частка іспаномовних становила 0,0 % від усіх жителів.
За віковим діапазоном населення розподілялося таким чином: 7,5 % — особи молодші 18 років, 57,5 % — особи у віці 18—64 років, 35,0 % — особи у віці 65 років та старші. Медіана віку мешканця становила 59,0 року. На 100 осіб жіночої статі у переписній місцевості припадало 110,5 чоловіків;  на 100 жінок у віці від 18 років та старших — 131,2 чоловіків також старших 18 років.
За межею бідності перебувало 55,2 % осіб, у тому числі 100,0 % дітей у віці до 18 років та 0,0 % осіб у віці 65 років та старших.
Цивільне працевлаштоване населення становило 24 особи. Основні галузі зайнятості: будівництво — 29,2 %, роздрібна торгівля — 25,0 %, освіта, охорона здоров'я та соціальна допомога — 25,0 %.